# Adox

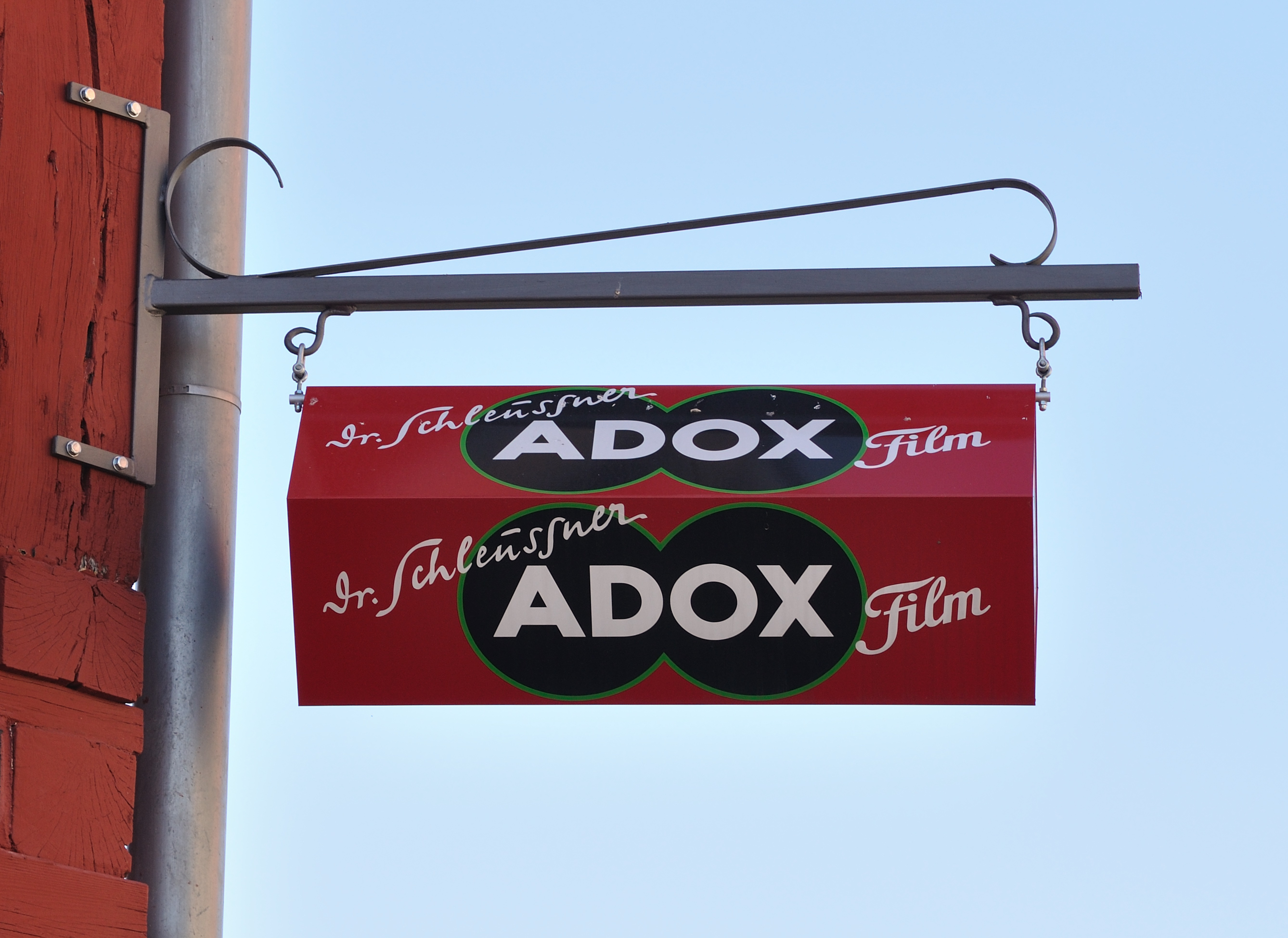
Firmenlogo als Ladenschild am Haus Lips aus Schlitz im Hessenpark

ADOX war ein Traditionsunternehmen der deutschen Photoindustrie. Der Vorläufer der Adox-Fotowerke, Frankfurt am Main, wurde 1860 von Carl Schleussner gegründet. Die Dr. Carl Schleussner Fotochemie kann als die erste fotochemische Fabrik der Welt bezeichnet werden. Das Unternehmen wurde über vier Generationen als Familienunternehmen geführt. ADOX steht für den späteren Namen Aktiengesellschaft Doktor C. Schleussner. Das Unternehmen existierte bis 1995.
Die Marke wird von der ADOX Fotowerke GmbH, Bad Saarow, weitergeführt.

## Fotochemie

### Herstellung von neuartigen Fotomaterialien
Grundstein für den geschäftlichen Aufstieg von ADOX war die Herstellung von fotografischen Trockenplatten. Deren Handhabung war wesentlich einfacher als bei den damals vorherrschenden Gelatine-Emulsionsplatten. Gelatine-Emulsionsplatten mussten sehr aufwändig unmittelbar vor der Aufnahme nasschemisch hergestellt werden. Später folgten Fotopapiere und ab 1903 unter Carl Moritz Schleussner die weltweit ersten Rollfilme mit Zelluloid als Trägermaterial.
Durch den Sitz in Frankfurt ergab sich die Zusammenarbeit mit Wilhelm Conrad Röntgen. Die Schleussner-Fotowerke wurden damit zum Erstentwickler von Röntgenfilmen für die Medizin. In der dritten Generation unter Carl Adolf Schleussner wurden in Neu-Isenburg neue Produktionsanlagen zur Herstellung von Fotomaterialien errichtet. Hier war Carl August Bodenstein viele Jahre Werkleiter und Fabrikdirektor. Legendär waren die Rollfilme R 14, R 17 und R 21. Das Produktionssegment Röntgenfilm blieb bis zuletzt stark und bildete 1962 auch die Grundlage für den Aufkauf der Firma ADOX durch den US-amerikanischen Marktführer in diesem Bereich, DuPont.
Die Rezepte und Patente zur Herstellung der Filme und Papiere wurden in den 1960er Jahren an die jugoslawische Firma Fotokemika Efke in Zagreb (seit 1991 Kroatien) verkauft. Aus namensrechtlichen Gründen wurden und werden die Produkte über vier Jahrzehnte unter der Marke »efke« angeboten.
Die Filme und Papiere werden sowohl in der Efke-Verpackung ihres kroatischen Herstellers als auch als Handelsmarke ihres Berliner Vertreibers und Rechteinhabers an der Marke Adox, Mirko Böddecker, in Adox-Verpackung vertrieben. Das alte Firmenlogo wurde etwas modernisiert.

### Auflösungsvermögen
Ausgewählter Film: Das Auflösungsvermögen wird in Linien pro Millimeter angegebenen.
| Filmtyp              | Auflösungsvermögen in L/mm bei Objektkontrast | Auflösungsvermögen in L/mm bei Objektkontrast |
| Filmtyp              | 1000:1                                        |                                               |
| Schwarzweißfilme     |                                               |                                               |
| Adox CMS 20 (20 ASA) | 800                                           |                                               |

## Optische Geräte

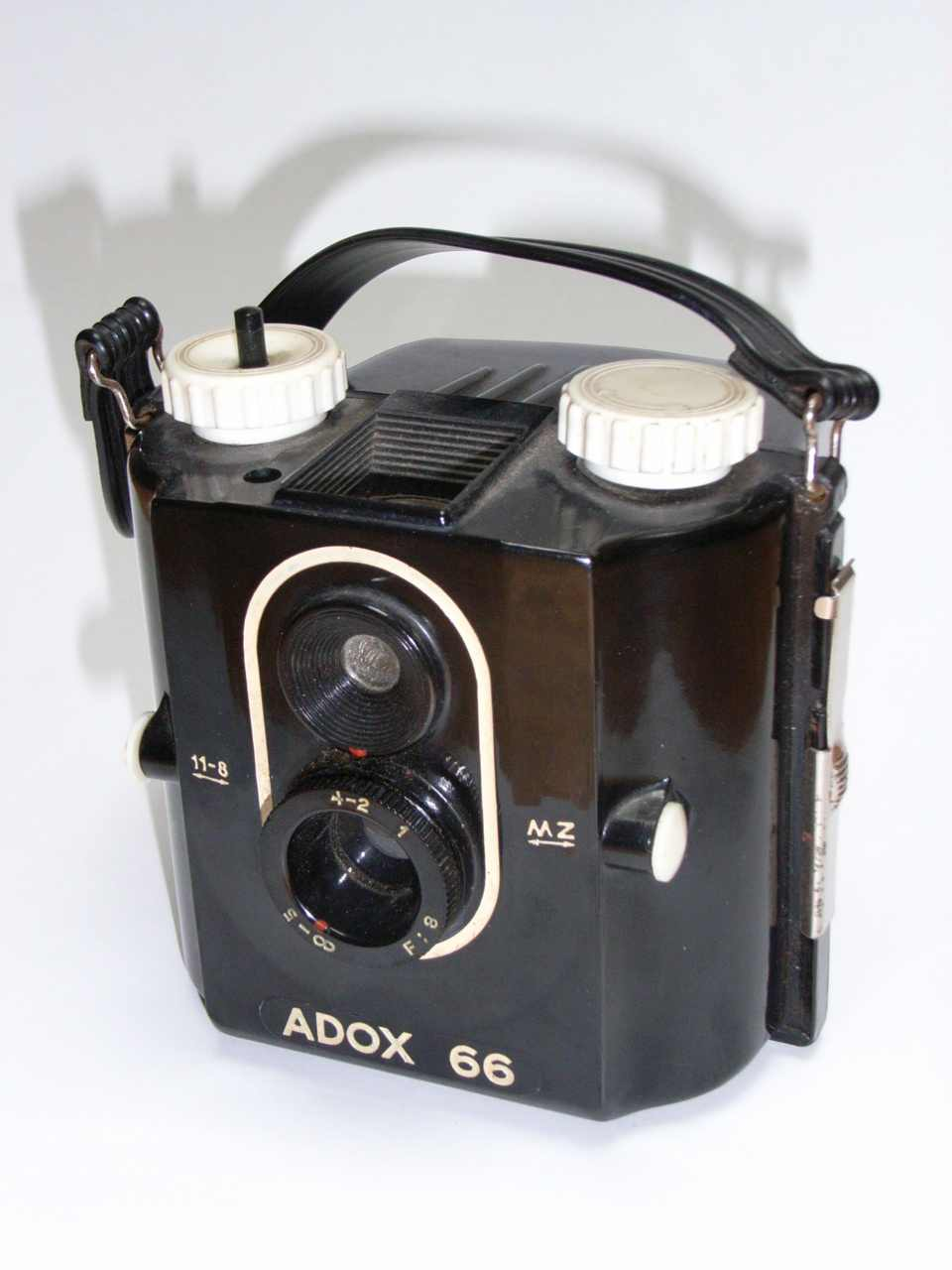
Zweiäugige Adox 66 Rollfilm Box 6×6 cm, um 1950
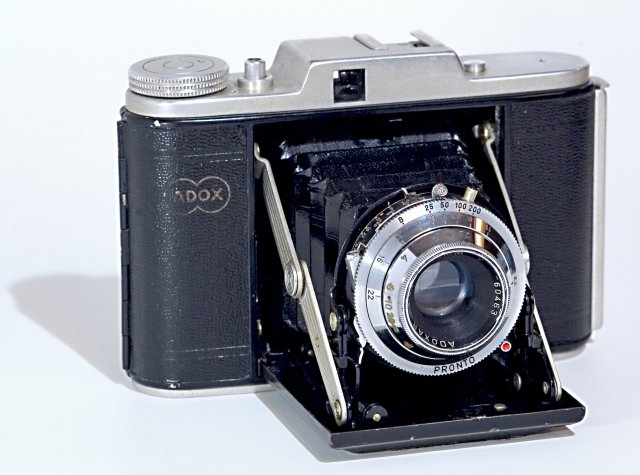
Adox Golf 6×6 mit Adoxar von Will, Wetzlar, ca. 1953
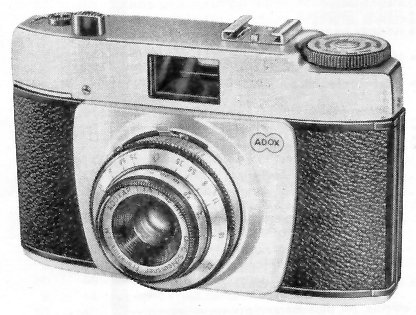
Adox Polo I Kleinbildkamera
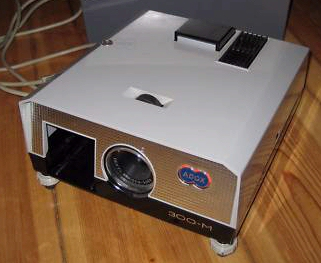
Kleinbild-Diaprojektor ADOX 300-M

Nach dem Zweiten Weltkrieg wurden neben Filmen auch Kameras hergestellt, wie z. B. die Golf 6×6-Mittelformatkamera oder die Polo Kleinbildkamera. Die ADOX 300 war weltweit die erste Kleinbildkamera mit Wechselmagazin. Es wurden auch Dia-Projektoren hergestellt, z. B. der ADOX 300-M.

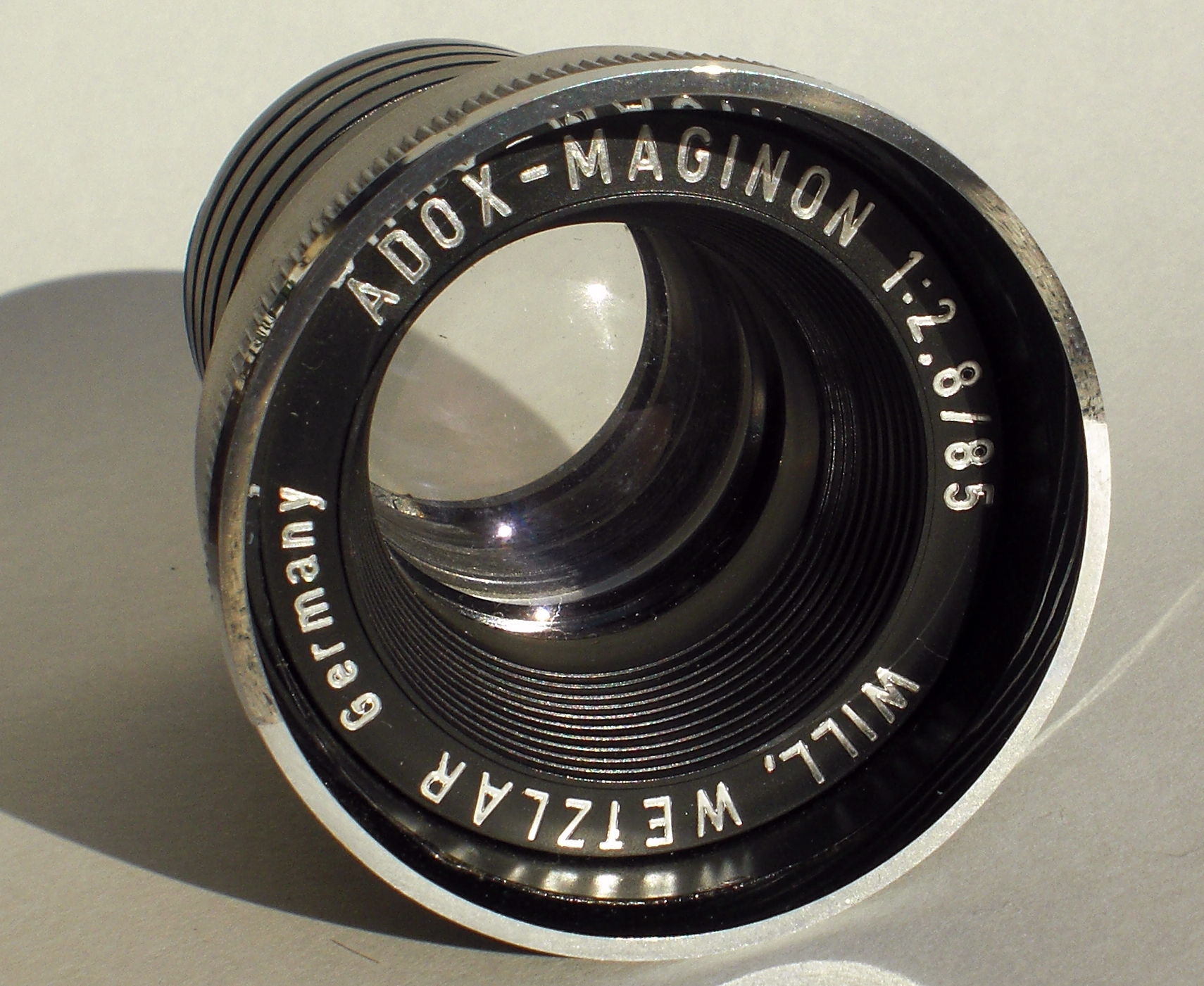
Von Will, Wetzlar, hergestelltes Objektiv für einen ADOX 300 M-Diaprojektor

Wie die Kameraobjektive wurden auch die Projektionsobjektive von anderen Unternehmen bezogen. Wichtige Lieferanten waren die Firmen Will aus Wetzlar und Schneider Kreuznach (etwa ein Radionar L 1:2,8/45 mm für die Polo).